# Cristina Grau García
Cristina Grau García (València, 24 de juliol 1946- València 1997) va ser arquitecta, professora de Projectes Arquitectònics a la Universitat Politècnica de València i pintora.

## Trajectòria

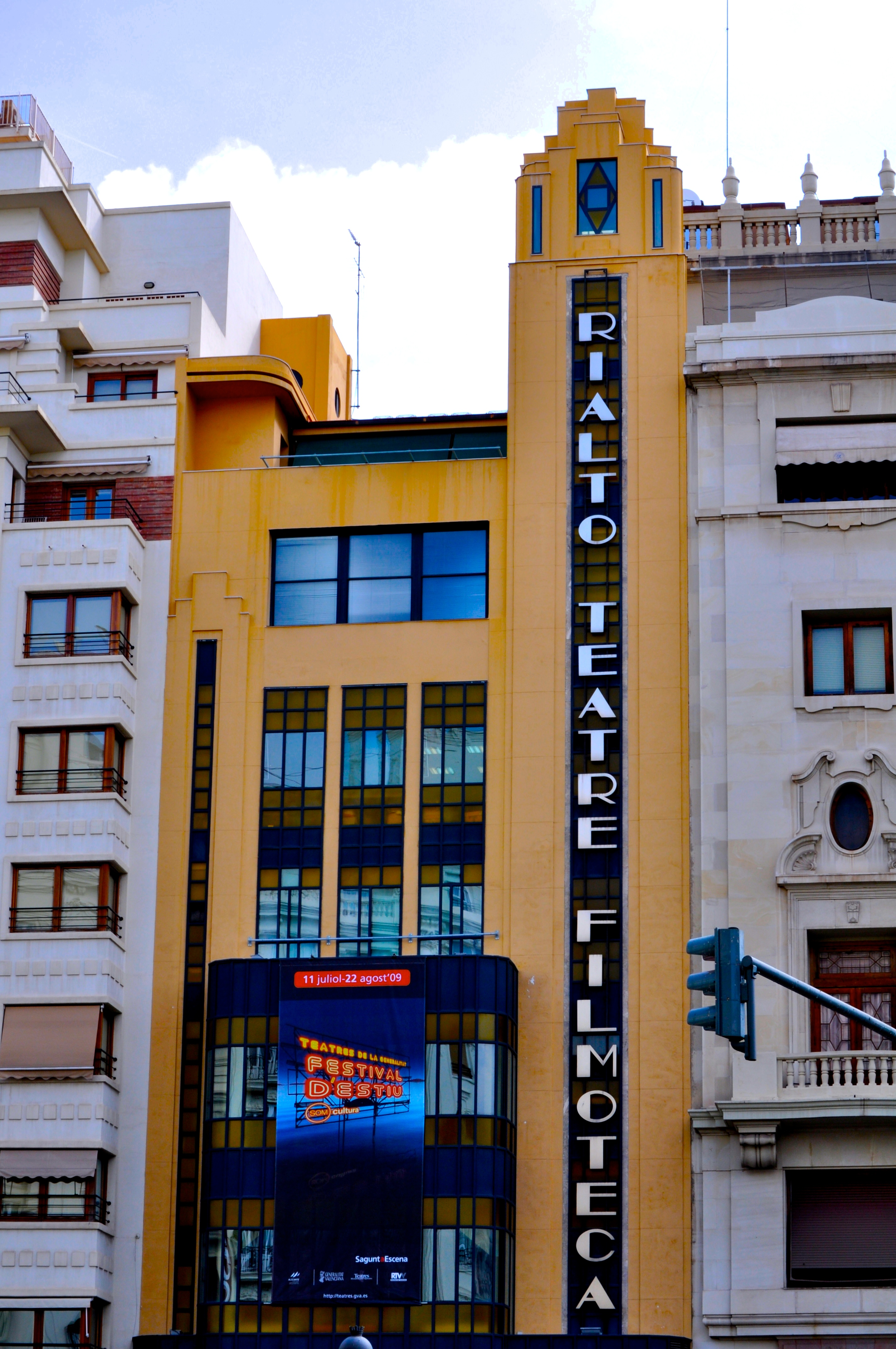
Cinema Rialto, València

Va ser filla de Camilo Grau Soler, arquitecte valencià d'important trajectòria. Va fer estudis de Belles arts en la Facultat de Belles arts de Sant Carles. Parlava diversos idiomes: espanyol, català, francès, anglès, alemany i italià i era una gran viatgera. Es va llicenciar en arquitecta en 1972 a l'Escola Tècnica Superior d'Arquitectura de València. A partir d'allí, continuant amb la tradició paterna, va treballar associada al seu germà Camilo (1945) en l'estudi professional on van obtenir nombrosos premis i distincions professionals. Ell destaca la intensa i eficaç col·laboració de Cristina que “aporta una interessant i important cultura arquitectònica a l'estudi en concursos, publicacions i obres. (…) Per la seva formació en Belles arts, sabia dibuixar i molt bé“.

### Obra arquitectònica
El mateix any d'incorporació d'ella a l'estudi guanyen el 2n Premi en el Concurs Nacional de Estibadores Portuaris i el 1r Lloc en el Concurs Nacional Pla d'Urgència 14 Col·legis EGB del Ministeri d'Educació. En 1975 van obtenir el 1r Premi en el Concurs d'oficines Altos Hornos de Madrid que no s'arriba a construir per la fallida dels comitents. En la competència van participar els grans arquitectes espanyols del moment. Al costat d'Escario, Vidal i Vives, els Grau concorren amb el lema Isòsceles en el concurs la Seu Social a València del Col·legi Oficial d'Arquitectes de València i Múrcia (COAVM), on van sortir en tercer lloc (1976). En 1981 també amb Antonio Escario, accedeixen al primer premi d'un concurs i es transformen en els arquitectes del Reial Club Nàutic de València.
Altres projectes destacats d'aquesta etapa és la Central Telefònica Regional de València (1979), edifici que recobreixen amb una gran malla per a protecció del sol.
En els anys 80 els Grau es van dedicar predominantment a la rehabilitació d'edificis patrimonials com la transformació de l'antic col·legi La Salle en els Jutjats de Palma (1981), la restauració del Palau d'Alarcón, originalment del segle xviii en els Jutjats de ciutat de Xàtiva, València (1983) la transformació d'una antiga presó en els Jutjats a Manacor (1986), la reforma de l'escenari del Teatre Principal de València (1990) i la transformació integral del Palau de Raga (1992).
En 1988 Cristina i Camilo Grau van restaurar el Cinema Rialto, construït en 1939, una de les obres emblemàtiques de el art decó al País Valencià i que alberga actualment a l'Institut Valencià de Cinematografia. A més de la participació en el projecte arquitectònic, Cristina va sumar un rol rellevant en el disseny dels interiors.
Cap a 1989 ella va construir el seu xalet a Cullera i es va incorporar a l'estudi Camilo Grau Carretero, el seu nebot. Entre les obres que realitzen en aquesta nova etapa de l'estudi està l'Institut de 2n ensenyament de Manises (1994).
Ella també va treballar en el camp del disseny industrial i més concretament en el disseny de mobiliari: per a Martínez Medina S.A. va dissenyar els sofàs Voluta i Dinàmic, els taules Arrel i Decó, a més de la butaca President i de la cadira Secretari.
La obra arquitectònica de Cristina Grau va ser exposada en els Col·legis Oficials de Arquitectes d'Alacant, Castelló i Madrid, en el Claustre del Patriarca i a la sala Parpalló de València i en el Palau del Almudí de Múrcia.

### Contribució teòrica a l'arquitectura
En paral·lel a la seva prolífica activitat proyectual i d'ensenyament realitza el Doctorat a l'Escola Tècnica Superior d'Arquitectura de València, que finalitza en 1984. La seva tesi El espacio arquitectónico en la literatura: el laberinto borgiano y otros laberintos va ser dirigida per Josep Muntañola Thornberg. El treball va sorgir de la necessitat d'explicar als seus alumnes com l'arquetip del laberint configura espais a partir de creuar imatges literàries amb altres provinents del camp de l'art. Per desenvolupar les seves hipòtesis va entrevistar diverses vegades a Jorge Luis Borges a Buenos Aires entre finalas de 1982 i principis de 1983. Una beca Fullright va col·laborar perquè pogués acarar les edicions originals de l'obra de Borges en els fons hispanoamericans de la Biblioteca Regenstein de la Universitat de Chicago.
Posteriorment, en 1989, Grau va publicar el llibre Borges y la arquitectura  que condensa els resultats de la seva tesi. El llibre i les seves obres construïdes no poden ser enteses per separat. La teoria sorgeix de la seva pràctica i va en sentit invers també. Les categories analitzades en el llibre, com les de duplicacions i la “arquitectura pròdiga en simetries” (com diu Borges) apareixen en els projectes dels Blocs de Protecció de Menors (que acaben transformats en Conselleria d'Educació, 1979) i el Centre de Protecció de Menors en Marrachí, Mallorca (1985), que a més referencien clarament al projecte de presó de J. N. Durand citat en un dels capítols. També en aquest sentit, la metàfora dels miralls i les duplicacions té a veure amb dos edificis dels Grau que dialoguen entre si: el Auditori de Música de Torrent (1992) i el Conservatori de Músics de Torrent (1996 a 2000). El treball de Cristina Grau en el camp del patrimoni remet directament a les reflexions que esmena en el llibre sobre les ruïnes del Camp Marzio de Piranesi (un altre autor vinculat a les presons) i al fragment com a element que genera inquietud.
Els interessos de Cristina Grau es manifesten també en la producció de publicacions sobre la relació entre art, cinema, literatura i arquitectura com Un intento de representación espacial de Casa Tomada de Cortázar (Encontres n. 2. València, 1985), Borges en el laberinto de simetrías y de juegos de espejos (Granadura. Sagunt, 1987) o Clasicismo-goticismo en la arquitectura y el cine (Vila Mustieles, Santiago | Grau García, Cristina: Universitat Politècnica de València, 1995). La producció teòrica es completa amb llibres i articles com el llibre La vivienda en España: 1970—1990 (Ed. UPV. 1993) i Villes réeles, villes imaginaires (Le Courier de L'Unesco. París, 1991).
En 1991 Cristina Grau va ser la comissària de l'exhibició Borges, Dichter van Ruimtes que va tenir lloc en l'Institut d'Art Contemporani d'Àmsterdam, un laberint circular tallat per dos miralls que multiplicaven l'espai. En 1992 va organitzar la exposició Borges et l'architecture a el Centre Georges Pompidou de París, 1992.
L'art era una altra de les seves passions. Realitzava teatrals pintures amb relació a l'arquitectura i on una cama de dona que treu el cap entre els fragments. Es destaquen les seves exposicions individuals en Ámsterdam (1991), València (1992/1994), Miami (1993) i París (1994), i la seva participació en nombroses exposicions col·lectives a París, Nova York i Chicago. En 1999 l'IVAM li realitza un homenatge pòstum.

### Última etapa
Cristina Grau va dictar classes en el Departament de Composició i Projectes Arquitectònics de la Universitat Politècnica de València, del qual va ser Titular des de 1984 fins a 1996. La Universitat era un espai per vincular-se amb la pràctica, ja que feia convenis amb municipis per treballar al costat dels seus alumnes. Deia que un professor de projectes si no fa obres deixa de ser un bon professor. Apassionada per l'ensenyament es va presentar dues vegades a convocatòria per obtenir el lloc de catedràtica però a pesar als seus innombrables i indubtables mèrits no va ser triada.
En aquestes cerques, ella va ser recolzada pel seu company de vida, el professor de literatura René de Costa, amb qui va contreure matrimoni en 1997 poc abans de morir en setembre de 1997. Cristina Grau va deixar una obra construïda d'alta qualitat i els seus assajos són de referència per a la història de l'arquitectura de València i la teoria del projecte.